# Prosoplus sumatrensis
Prosoplus sumatrensis là một loài bọ cánh cứng trong họ Cerambycidae.